# Municipio de Washington (Dakota del Norte)
El municipio de Washington (en inglés: Washington Township) es un municipio ubicado en el condado de Grand Forks en el estado estadounidense de Dakota del Norte. En el año 2010 tenía una población de 116 habitantes y una densidad poblacional de 1,24 personas por km².

## Geografía
El municipio de Washington se encuentra ubicado en las coordenadas 47°42′56″N 97°25′53″O / 47.71556, -97.43139. Según la Oficina del Censo de los Estados Unidos, el municipio tiene una superficie total de 93.34 km², de la cual 93,33 km² corresponden a tierra firme y (0 %) 0 km² es agua.

## Demografía
Según el censo de 2010, había 116 personas residiendo en el municipio de Washington. La densidad de población era de 1,24 hab./km². De los 116 habitantes, el municipio de Washington estaba compuesto por el 100 % blancos. Del total de la población el 0 % eran hispanos o latinos de cualquier raza.